# 21 janvier 1952
Le 21 janvier 1952 est le 21e jour de l'année 1952 du calendrier grégorien. Il s'agit d'un lundi.

## Naissances
- Sebastian Anefal, homme politique micronésien.
- Marco Camenisch, écoterroriste anarchiste suisse.
- Marie-Arlette Carlotti, femme politique française.
- Jean-Jacques Fussien, coureur cycliste français.
- Werner Grissmann, skieur alpin autrichien.
- Mike Krukow, lanceur de baseball américain.
- Louis Menand, universitaire et écrivain américain.
- Mikhail Oumanski, grand maître international d'échecs russe.

## Décès
- Lucien Laforge, dessinateur français.